# Буслаев, Юрий Александрович
Юрий Александрович Буслаев (22 ноября 1929 — 16 февраля 2001) — советский химик-неорганик, академик АН СССР (с 1984). Лауреат двух Государственных премий СССР.

## Биография
- 1952[2] окончил Московский химико-технологический институт имени Д. И. Менделеева.
- С 1952 работает в Институте общей и неорганической химии им. Н. С. Курнакова АН СССР.
- С 1968 член-корреспондент АН СССР.
- С 1984 действительный член АН СССР (с 1991 года — РАН).
- В 1984-1987 директор Института новых химических проблем  АН СССР[3].
- В 1987-1988 директор Института химической физики АН СССР[4].
- С 1988 — академик-секретарь Отделения физикохимии и технологии неорганических материалов АН СССР.

Главный редактор журналов «Координационная химия» (1975—1988) и «Журнала неорганической химии» (с 1988) АН СССР, член редколлегии журнала «Доклады РАН».
- 1994 — 10 марта провёл L Менделеевские чтения по теме «Неорганические материалы сегодня»
- Умер 16 февраля 2001 года. Похоронен на Троекуровском кладбище в Москве[5].

## Научная деятельность
Основная область исследований — химия переходных металлов. В 1970—1980 годах разработал стереохимию комплексов с кратной связью металл—лиганд. Открыл стереоспецифические реакции: цис-эффект, реакцию протонизации с дислокацией лиганда, хелатную изомерию. Один из создателей модели транс-влияния в гексакоординационных комплексах переходных металлов и цис-влияния лигандов в комплексах непереходных металлов. На основе реакций перераспределения лигандов изучал равновесия изомеров комплексов фосфора, мышьяка, сурьмы, ниобия, тантала и йода. Развил стереохимию второй координационной сферы. Обобщил данные о кислотно-основных взаимодействиях фторидов в неводных средах. Получил ряд новых классов тугоплавких веществ, в том числе высокотемпературные аналоги фосфонитрилхлоридов.

## Публикации
Соавтор свыше 500 статей, свыше 100 авторских свидетельств, 7 книг.
- Ю.А. Буслаев. Литературные эссе. М.: Калвис. 2009, 424 с. ISBN 978-5-89530-016-9

## Награды
- Орден Дружбы народов (21.11.1979)
- Государственная премия СССР (1976, 1986)
- Премия имени Л. А. Чугаева (за 1986 год, совместно с Ю. В. Кокуновым, Е. Г. Ильиным) — за цикл работ «Стереохимия комплексов элементов IV—VI групп»